# (39930) Kalauch
(39930) Kalauch est un astéroïde de la ceinture principale.

## Description
(39930) Kalauch est un astéroïde de la ceinture principale. Il fut découvert le 24 mars 1998 à Drebach par Gerhard Lehmann. Il présente une orbite caractérisée par un demi-grand axe de 2,39 UA, une excentricité de 0,15 et une inclinaison de 1,6° par rapport à l'écliptique.

## Compléments